# Stefano Sturaro
Stefano Sturaro (Sanremo, 9 de março de 1993) é um futebolista italiano que atua como volante. Atualmente está sem clube.

## Títulos
Juventus,
- Campeonato Italiano: 2014–15, 2015–16
- Coppa Italia: 2014–15, 2015–16, 2016–17, 2017–18, 2017–18
- Supercopa da Itália: 2015